# Lefebvre (Québec)
Pour les articles homonymes, voir Lefebvre.
Lefebvre est une municipalité dans la municipalité régionale de comté de Drummond au Québec (Canada), située dans la région administrative du Centre-du-Québec.

## Histoire
On a retenu le patronyme du son premier curé de la paroisse locale, l'abbé J.-Alcide Lefebvre (1883-1932), ordonné prêtre en 1902, vicaire à Saint-Jean-d'Iberville (1902-1904) et à Saint-André-d'Argenteuil (1904-1905), pour la nouvelle entité municipale. 

## Géographie
La rivière Saint-Germain, un affluent de la rivière Saint-François, coule du sud-est vers le nord-ouest.

## Démographie
| 1996 | 2001 | 2006 | 2011 | 2016 | 2021 |
| ---- | ---- | ---- | ---- | ---- | ---- |
| 792  | 807  | 806  | 867  | 904  | 925  |

## Administration
Les élections municipales se font en bloc pour le maire et les six conseillers.
| Lefebvre Maires depuis 2001                                                                                          |                    |         |          |
| Élection | Maire              | Qualité | Résultat |
| 2001 | Gilles Brochu      |         | Voir     |
| 2005 | Claude Bahl        |         | Voir     |
| 2009 | Claude Bahl        | Voir    |          |
| 2013 | Claude Bahl        | Voir    |          |
| 2017 | François Parenteau |         | Voir     |
| 2021 | François Parenteau | Voir    |          |
| Élection partielle en italique Depuis 2005, les élections sont simultanées dans toutes les municipalités québécoises |                    |         |          |